# Aminata Sabaly
Pour les articles homonymes, voir Sabaly.
Aminata Koulada Sabaly, née le 30 juin 1993, est une escrimeuse sénégalaise.

## Carrière
Aminata Sabaly est médaillée de bronze en fleuret par équipes aux Championnats d'Afrique d'escrime 2013 et médaillée de bronze en épée par équipes aux Championnats d'Afrique d'escrime 2019 ainsi qu'aux Jeux africains de 2019.

## Famille
Elle est la sœur cadette de l'escrimeuse Salimata Sabaly.